# Diego Natale Bona

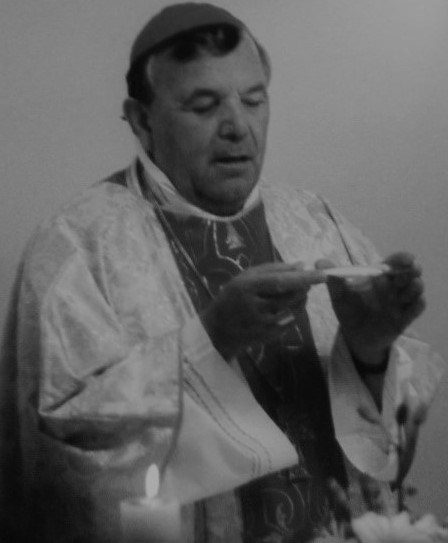
Bischof Diego Natale Bona (2002)

Diego Natale Bona (* 11. Dezember 1926 in Castiglione Tinella; † 29. April 2017 in Rom) war ein italienischer Geistlicher und römisch-katholischer Bischof von Saluzzo.

## Leben
Diego Natale Bona stammte aus einer Winzerfamilie mit sechs Kindern und empfing nach seiner theologischen Ausbildung im Diözesanseminar von Alba am 8. Oktober 1950 in der Kathedrale von Alba die Priesterweihe. Er war zunächst Vikar im Quartier Pietralata in Rom. 1966 wurde er zum Pfarrer von Santa Maria in Stella Maris in Lido di Ostia berufen, wo er bis 1974 blieb. Anschließend war er Pfarrer im römischen Garbatella und hatte Pastoralbesuche von Papst Paul VI. und Johannes Paul II.
Papst Johannes Paul II. ernannte ihn am 9. November 1985 zum Bischof von Porto-Santa Rufina. Der Kardinalvikar und Erzpriester der Lateranbasilika, Ugo Poletti, spendete ihm am 1. Dezember desselben Jahres die Bischofsweihe; Mitkonsekratoren waren Ennio Appignanesi, Weiherzbischof in Rom, und Clemente Riva IC, Weihbischof in Rom. 
Am 17. Januar 1994 wurde er zum Bischof von Saluzzo ernannt. Am 16. April 2003 nahm Papst Johannes Paul II. seinen altersbedingten Rücktritt an. 
Er war Ehrenkanoniker an der Päpstlichen Lateranbasilika. Er war nationaler Präsident des Apostolato Mondiale di Fatima. Von 1994 bis 2002 war er auch Vorsitzender der Pax Christi in Italien, der katholischen Friedensbewegung. Zudem war er langjähriger Vorsitzender der italienischen Caritas.